# فتيات على البيانو
فتيات على البيانو هي لوحة زيتية للفنان الفرنسي أوجست رينوار رسمها في 1892، اللوحة معروضة حالياً في متحف أورسي.